# Palacio del Vizconde de Palazuelos
El palacio del Vizconde de Palazuelos fue un palacete situado en el centro de Guadalajara (España). Se integraba en un conjunto de arquitectura civil característica de la Guadalajara del Renacimiento. Perteneció a los señores de Miralrío y se emplazaba en el frente oriental de la plaza de San Esteban, junto al palacio de los Condes de Medina y frente al antiguo convento de San Esteban. Fue derribado en marzo de 2012.

## Historia
Hasta la fecha no se ha podido documentar el momento y los responsables (mentor, arquitecto y maestro de obras) de la construcción del palacio del Vizconde de Palazuelos, pero se suele atribuir un primer encargo a Pedro del Hierro, caballero de la Orden de Santiago desde 1537 y comendador de Montiel. Él, junto a su esposa María de Herrera, fue el responsable del traslado del domicilio del mayorazgo desde la cercana localidad de Alovera a la ciudad de Guadalajara. Aunque también pudiera haber intervenido uno de sus descendientes, Diego del Hierro y Herrera, caballero de Santiago y del Consejo de la Real Hacienda, primer vizconde de Palazuelos desde 1693 y alférez mayor de Guadalajara entre 1696 y 1706.
Según los datos recogidos en el Catastro de Ensenada, en 1752 era propiedad de José del Hierro y Herrera, vecino de Toledo, siendo ésta la única heredad que tenía el entonces vizconde de Palazuelos en el término de Guadalajara.
En 1887 el arquitecto Vicente García Ron redacta un proyecto de reforma del palacio a petición del conde de Cedillo, quien actuaba en representación de su hijo, Jerónimo López de Ayala, menor de edad y vizconde de Palazuelos. Las obras proyectadas abordaban la reordenación de los huecos de las fachadas y de la tabiquería en la planta baja, aunque tanto la memoria como los planos adjuntos se centraban en los trabajos del exterior. La actuación propuesta por el arquitecto se encaminaba a terminar la ordenación de las fachadas imponiendo ritmos verticales bien definidos y proporcionados. Además, se buscó cerrar el hueco de la puerta principal para abrir otro nuevo en el ángulo opuesto, regular los huecos de ventanas de la planta baja y disponer las bajantes de pluviales con la clara intención de vertebrar el muro. El resultado final de esta intervención es la que, con mínimas alteraciones, hoy ofrece el inmueble.
En 1923, según el Catastro de Urbana el palacio de los Palazuelos era propiedad de Catalina Cotaina Concha, heredera del industrial Antero Concha. Vicente Pedromingo, responsable de un taller tipográfico y papelería, presentó en junio de 1933 un nuevo proyecto de reforma firmado por el arquitecto Aurelio Botella Enríquez. Con esta intervención se pretendía ampliar el espacio dedicado a la actividad comercial abriendo un hueco de grandes dimensiones, colocando dos jácenas de hierro en el muro de carga de la crujía paralela a la travesía de Beladíez e incorporando ese deambulatorio y parte del espacio abierto a la zona de atención al público. Para ello, además, se debía levantar otra pared que permitiera cubrir dos terceras partes del patio con una cristalera sobre viguetas de hierro, que es la distribución aún existente. Para entonces, el corredor del patio en su planta superior ya estaba cerrado con ventanales de carpintería.
En 1980 se adaptó parte de la planta baja para un establecimiento hostelero y para tienda de material deportivo. Los actuales propietarios pretendieron ejecutar su demolición alegando ruina, mientras que por otra parte se pretendió su protección como Bien de Interés Cultural y así evitar su desaparición. El 24 de marzo de 2012, tras ser declarada su ruina técnica por parte del Ayuntamiento de Guadalajara, fue derribado antes de poder obtener la declaración de Bien de Interés Cultural y sin estudio arqueológico previo.

## Descripción
En cualquier caso, y pese a las intervenciones realizadas en el inmueble, se identifican las invariantes que definen a la arquitectura de la Guadalajara del Renacimiento, codificadas a partir del palacio de Antonio de Mendoza diseñado por Lorenzo Vázquez de Segovia.
El ingreso se realiza por la fachada principal a través de una puerta desplazada del eje del muro y realzada por obra de sillería. Ésta fue desplazada de lugar en 1887, aunque, según se desprende del aquel proyecto, para entonces la portada de piedra se había desmontado. Al margen de esta sistematización, este muro presenta un revoco de yeso con colorante añil y decoración de pintura al temple en tonos ocres, con fingidos sillares y un letrero de época en el que se lee  LA AURORA. IMPRENTA EDITORIAL, LIBRERÍA, PAPELERÍA Y OBJETOS DE ESCRITORIO. El exorno decorativo alcanza hasta las ventanas cerradas, donde se pintó la carpintería fingida. Los huecos mantienen la forja original: antepechos del siglo XVII en los balcones y rejas del siglo XIX en las ventanas.
Existe de una estancia de recepción que intermedia entre la puerta de acceso y el patio interior. La ubicación de este zaguán, también descentrada con respecto al eje del patio, es una elección arcaizante que se agudizaba con el desnivel existente entre la rasante de la vía pública, la del zaguán y la del patio, este siempre más elevado. Las reformas practicadas no permiten concretar esta solución, pero se conoce por el proyecto de 1933 que en la planta baja existían varios niveles de suelo.
Se creó un itinerario en diagonal que atraviesa el patio, de izquierda a derecha, desde el punto de acceso hasta la escalera de comunicación entre plantas. Este mismo recorrido se observa en otras casonas de Guadalajara, como el palacio de la Cotilla y el palacio del conde de la Vega del Pozo.
La escalera es otro de los elementos característicos y poseedora de un importante valor simbólico. Se ejecuta en grandes proporciones, caja abierta y desarrollo en tres tramos, y con un especial tratamiento ornamental que repite los modelos de los soportes del patio. El cerramiento de los tramos se hace con un pretil ciego y pasamanos de obra, y se cubre con una bóveda de fábrica en forma de artesa de tradición mudéjar, pero desdeñando el habitual armazón de madera policromado. En el arranque, el hueco se parte con una columna que sirve de apoyo a dos arcos de medio punto, mientras que en la desembocadura, resuelta con un muro ciego, se abre una puerta de acceso y una ventana para iluminar la caja.
El patio central es el elemento más importante del edificio. Primero, por ser distribuidor para todas las dependencias existentes en las cuatro crujías que lo definen; y, segundo, por el tratamiento estético con que se ejecuta. En este caso, el alzado de las fachadas del patio se resuelve con galerías abiertas, superponiendo columnas y capiteles de piedra que soportan jácenas de madera sobre zapatas labradas.